# Кубок Данії з футболу 1994—1995
Кубок Данії з футболу 1994–1995 — 41-й розіграш кубкового футбольного турніру в Данії. Титул вперше здобув Копенгаген.

## 1/8 фіналу
| Команда 1           | Рахунок | Команда 2        |
| ------------------- | ------- | ---------------- |
| Академіск БК (2)    | 3:1     | Роскілле БК (4)  |
| Скйолд Біркеред (3) | 3:0     | Ольборг Чанг (3) |
| Брондбю             | 5:4     | Віборг (2)       |
| Есб'єрг (3)         | 0:1 дч  | Люнгбю           |
| Копенгаген          | 2:1     | Фремад Амагер    |
| Гельсінгер (3)      | 0:5     | Ольборг          |
| Преспа (4)          | 0:5     | Оденсе           |
| Сількеборг          | 2:5     | Герфельге (2)    |

## 1/4 фіналу
| Команда 1        | Рахунок | Команда 2           |
| ---------------- | ------- | ------------------- |
| Академіск БК (2) | 1:0     | Брондбю             |
| Оденсе           | 2:1     | Скйолд Біркеред (3) |
| Люнгбю           | 2:4     | Ольборг             |
| Герфельге (2)    | 2:4     | Копенгаген          |

## 1/2 фіналу
| Команда 1        | Заг.    | Команда 2 | 1-й матч | 2-й матч |
| ---------------- | ------- | --------- | -------- | -------- |
| Копенгаген       | 2:1     | Ольборг   | 2:0      | 0:0      |
| Академіск БК (2) | 1:1 (ч) | Оденсе    | 0:0      | 1:1      |

## Фінал
| 25 травня 1995 |

| Копенгаген                                                      | 5:0      | Академіск БК |
| --------------------------------------------------------------- | -------- | ------------ |
| Ленструп 12' Хеєр Нільсен 67', 81' Ульдб'єрг 70' М.Йохансен 90' | Протокол |              |

| Паркен, Копенгаген Глядачів: 20 536 Арбітр: Кнуд Ерік Фіскер |